# 梭坡乡
梭坡乡，是中华人民共和国四川省甘孜藏族自治州丹巴县下辖的一个乡镇级行政单位。

## 行政区划
梭坡乡下辖以下地区：
纳依村、八梭村、左比村、宋达村、莫洛村、东风村、共布村、弄中村、泽周村、呷拉村和泽公村。

## 中国传统村落
2012年，莫洛村被评为首批“中国传统村落”。

## 名胜古迹
- 梭坡古石碉楼群（84座）。